# Балтійські мішані ліси
Балтійські мішані ліси — екорегіон Європи на південно-західному узбережжі Балтійського моря. Назва була дана Європейським агентством з навколишнього середовища, і той самий географічний район названий екорегіоном «Північна Європа: Німеччина, Данія, Швеція та Польща».

## Розташування
Незважаючи на назву, балтійські мішані ліси не зустрічаються ні в одній із країн Балтики. У балтійському регіоні переважає Сарматський мішаний ліс, за винятком південної Литви, яка знаходиться в межах Центральноєвропейських мішаних лісів. Балтійські мішані ліси зустрічаються уздовж західного та південного берегів Балтійського моря, а саме: північно-західна Польща, північно-східна Німеччина, східна Данія та південна Швеція. Вони поширені у низинних районах східної частині Ютландії та на північ від річок Ельби та Одера.

## Флора
Ліси екорегіону представлені буковими та мішаними буковими лісами. Домінантом букових лісів є бук лісовий (Fagus sylvatica). Інші поширені породи дерев: дуб, в'яз, ясен, липа, клен, ліщина, горобина та береза.